# مركز برادلي
مركز برادلي (بالإنجليزية: Bradley Center)‏ يُعرف أيضًا باسم مركز مركز بي إم أو هاريس برادلي بموجب اتفاقيات رعاية. كانت ساحة متعددة الأغراض.